# Michèle D'Amours
Michèle D'Amours (23 november 1979) is een Canadees langebaanschaatsster.
D'Amours zat vanaf het seizoen 2002-2003 in het Canadese ontwikkelings team. Sinds het seizoen 2007-2008 maakt ze deel uit van het nationale team langebaanschaatsen.

## Persoonlijke records
| Afstand    | Tijd    | Datum            | Baan           |
| ---------- | ------- | ---------------- | -------------- |
| 500 meter  | 41,04   | 20 december 2004 | Calgary        |
| 1000 meter | 1.21,22 | 22 oktober 2005  | Calgary        |
| 1500 meter | 2.01,19 | 7 oktober 2006   | Calgary        |
| 3000 meter | 4.07,70 | 4 maart 2007     | Calgary        |
| 5000 meter | 7.08,09 | 11 maart 2007    | Salt Lake City |